# Владислав Коршунов
Владислав Коршунов (енгл. Vladislav Korshunov; 13. фебруар 1983) професионални је руски рагбиста, који тренутно игра за руског прволигаша ВВА Подмосковље сараценсе. Игра на позицији број 2 - талонер и један је од ретких Руса, који су играли у најачој енглеској лиги - Премијершипу. Сезону 2011-2012 провео је у трофејном енглеском тиму Воспсима. Одиграо је 6 утакмица, углавном у челинџ купу и премијершипу. Ипак на крају сезоне 11-12 Воспси су планирали смањење буџета, па су га отпустили. Коршунов се вратио у екипу ВВА Подмосковље сараценси. Значајан је по томе што је предводио "медведе" као капитен, на светском првенству 2011. Постигао је 5 есеја за Русију у 57 тест мечева.